# L'armata dei sonnambuli
L'armata dei sonnambuli è un romanzo del collettivo di scrittori italiani Wu Ming. È stato pubblicato in Italia da Einaudi nel 2014.
Il romanzo fu inizialmente concepito come secondo episodio di una trilogia pan-atlantica settecentesca, che gli autori chiamavano "il Trittico Atlantico”, inaugurata con Manituana. Tutti i romanzi sarebbero stati ambientati negli ultimi tre decenni del XVIII secolo, tra Nord America, Europa, Indie Occidentali e Africa, prima e durante le Rivoluzioni americana e francese.
Nel 2014, con la pubblicazione di L’Armata dei sonnambuli, il collettivo ha annunciato una nuova fase di scrittura, descrivendo il romanzo storico come una "forma d’espressione che abbiamo praticato per molti anni, fino a decidere di passare oltre per usare la storia in altri modi.[...] facciamo tesoro di quanto abbiamo appreso esplorando quel genere e forzandone le convenzioni, e ci dedichiamo a nuovi esperimenti” . In alcuni commenti su Giap, il blog ufficiale del gruppo, Wu Ming ha dichiarato di aver rinunciato all'idea di completare il Trittico Atlantico, che è così diventato un dittico.
L'Armata dei sonnambuli è dedicato in memoriam allo scrittore Stefano Tassinari (1955-2012).
Tematicamente il romanzo è in parte collegato all'album del Wu Ming Contingent Bioscop.

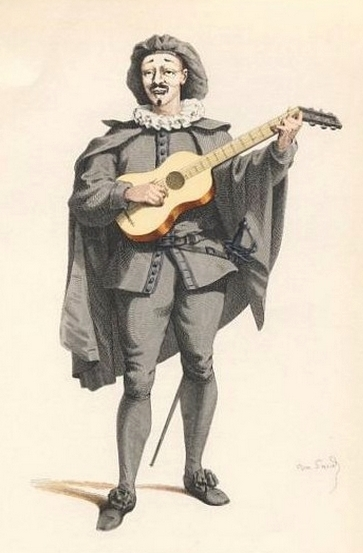
Scaramouche in un'illustrazione del 1860.

## Trama
Il romanzo si svolge a Parigi tra il 21 gennaio 1793, giorno della decapitazione dell'ex sovrano Luigi XVI e il 21 gennaio 1795, abbracciando tutto il periodo del cosiddetto Regime del Terrore. L'opera vede alternarsi le vicende di Orphée D'Amblanc, medico mesmerizzatore, di Marie Nozière, sarta proveniente da quartiere Sant'Antonio, di suo figlio Bastien, e del poliziotto del quartiere di Sant' Antonio, Treignac, di lei innamorato. È Marie a cucire il costume da Scaramouche a Leo Modonnét, un attore italiano caduto in disgrazia, che per un breve periodo si dedica a punire, per conto del popolo, gli accaparratori che cercano di lucrare sulla fame di questo periodo successivo alla Rivoluzione francese. Modonnèt viene però arrestato da Treignac, diventando un combattente di strada sotto gli insegnamenti del celebre maestro d'armi Bernard detto La Rana. Contemporaneamente D'Amblanc viene spedito per conto della Repubblica ad indagare su dei misteriosi avvenimenti accaduti in Alvernia collegati al mesmerismo, in cui viene spesso citato il misterioso Cavaliere d'Yvers, un altro potente esperto delle tecniche di sonnambulismo e del cosiddetto "fluido magnetico". Questi, un convinto reazionario, dopo un fallito tentativo di liberare Luigi XVI il giorno della morte, si è fatto volontariamente internare nel manicomio di Bicêtre sotto il falso nome di Auguste Laplace, continuando a compiere i propri esperimenti di sonnambulismo. Dopo la morte di Robespierre questi decide di tornare a Parigi, guidando un'armata di sonnambuli immuni al dolore, con lo scopo di liberare il Delfino di Francia, Luigi Carlo, figlio di Luigi XVI e Maria Antonietta. Il suo piano viene sventato dalla collaborazione tra D'Amblanc, Modonnèt, tornato a vestire i panni del vendicatore Scaramouche, e Marie. D'Amblanc finirà con l'adottare il giovane Delfino, dalla salute cagionevole, sotto mentite spoglie.

## Personaggi
- Orphée D'Amblanc: medico mesmerista, allievo di Franz Anton Mesmer. In precedenza aveva combattuto e svolto il ruolo di medico in Nord America, venendo catturato e torturato dagli Indiani. Viene inviato dal Commissario Chauvelin in Alvernia per indagare su una serie di misteriosi eventi collegati al mesmerismo.
- Marie Nozière: sarta residente del quartiere di Sant'Antonio e originaria dell'Alvernia, aveva in precedenza partecipato alla Marcia delle donne su Versailles. È la madre di Bastien, avuto dopo essere stata stuprata da un inizialmente non identificato nobiluomo, che in seguito si scopre essere il Cavaliere d'Yvers.
- Treignac: poliziotto del quartiere di Sant'Antonio, innamorato senza essere ricambiato di Marie, si prenderà cura di suo figlio Bastien.
- Leo Modonnét, attore italiano di origini bolognesi il cui vero nome è Leonida Modonnesi, cambiato nuovamente in Leone Modonnesi dopo il ritorno in Italia. Ammiratore di Carlo Goldoni, che incontrò per due volte, vestirà in due periodi diversi i panni del vendicatore Scaramouche, detto L'Ammazzaincredibili.
- Auguste Laplace: identità fittizia che il Cavaliere d'Yvers assume durante il suo soggiorno volontario a Bicêtre, dove prosegue i suoi esperimenti di sonnambulismo, attendendo il momento ideale per il ritorno a Parigi e dare il via alla sua opera di Restaurazione.
- Philippe Pinel: personaggio storico realmente esistito, nel romanzo è il medico dell'ospedale di Bicêtre e il primo a rendersi conto della pericolosità di Laplace/Yvers.
- Jean del Bosco: ragazzino salvato da D'Amblanc durante la missione in Alvernia. In lui convive una doppia personalità di ragazzo selvaggio e nobile, risultato degli esperimenti condotti su di lui anni prima dal Cavaliere d'Yvers.
- Luigi Carlo: Delfino di Francia, dopo la decapitazione del padre, viene strappato alla madre Maria Antonietta e rinchiuso nella torre del Tempio dei Templari.

## Ricezione critica
L'Armata dei sonnambuli figura tra i migliori romanzi italiani dei primi vent'anni del XXI secolo secondo il pool di “grandi lettori” e “grandi lettrici” radunato nel 2020 dalla rivista L'Indiscreto .

## L’Armata dei sonnambulia teatro
Nel 2017 Ente Teatro Cronaca Vesuvioteatro ha prodotto una versione teatrale del romanzo, scritta dalla drammaturga Linda Dalisi, andata in scena nel cortile d’onore del Palazzo Reale di Napoli e al Teatro Nuovo della stessa città con la regia di Pino Carbone, le scenografie di Luigi Ferrigno e le musiche di Marco Messina e Fabrizio Elvetico
Sul suo sito, Wu Ming ha pubblicato una versione solo audio dello spettacolo, accompagnata da una “guida all’ascolto”.

## Edizioni italiane ed estere
- Wu Ming, L'armata dei sonnambuli, Einaudi Stile Libero Big, 2014,  p. 792, ISBN 978-88-06-21413-5.
- Wu Ming, L'armata dei sonnambuli, Einaudi NumeriPrimi°, 2015, pp.808 ISBN 978-886-6213-67-3
- Wu Ming, L'armata dei sonnambuli, Einaudi Super ET, 2017, pp. 808, ISBN 978-880-6234-27-0
- Wu Ming, ‘’H Στρατιά των υπνοβατών, Εξάρχεια, Atene 2016, pp. 832, ISBN 978-618-5128-17-3.
- Wu Ming, El Ejército de los Sonámbulos, Anagrama, Barcelona 2017, pp. 584, ISBN 978-84-339-7989-6.
- Wu Ming, Die Armee der Schlafwandler, Assoziation A, Berlino/Amburgo 2020, pp. 672, ISBN 978-38-624-1474-1